# Gabriel Brzęk
Gabriel Brzęk (ur. 25 maja 1908 w Błażowej, zm. 29 października 2002 w Lublinie) – polski zoolog i historyk nauki, specjalizujący się w zoologii, historii zoologii w Polsce, hydrobiologii, melioracjach wodnych. Żołnierz Armii Krajowej w stopniu porucznika, kawaler Krzyża Srebrnego Orderu Virtuti Militari. 

## Życiorys

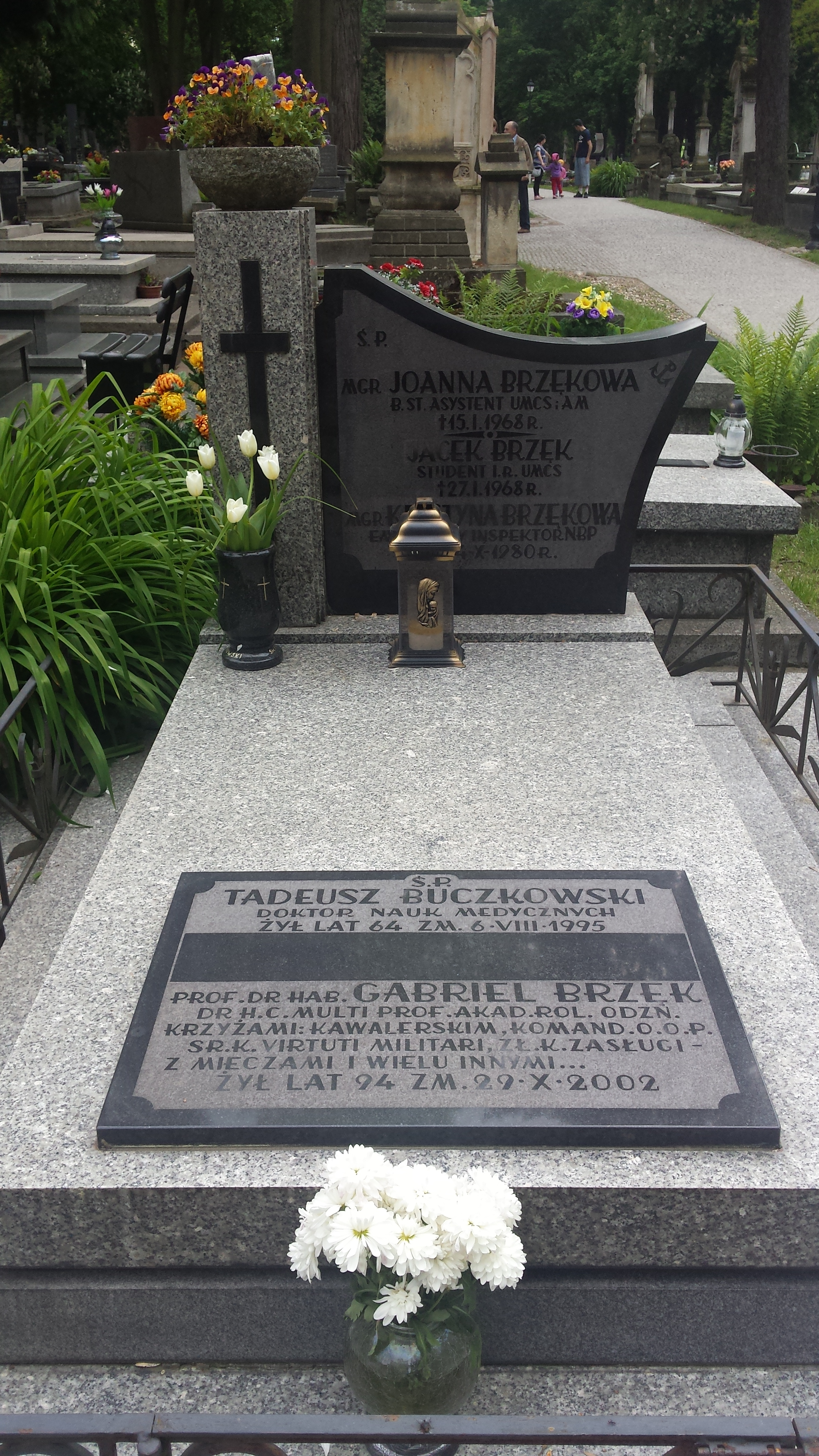
Grób prof. Gabriela Brzęka na cmentarzu przy Lipowej

Urodził się w rodzinie Marcina i Zofii z d. Kolas. Ukończył II Gimnazjum w Rzeszowie w 1926, a następnie podjął studia zoologiczne na Uniwersytecie Jagiellońskim, które od 1927 kontynuował na Uniwersytecie Poznańskim, kończąc je tytułem magistra w 1930. W 1932 ukończył drugi kierunek – pedagogikę. Od 1930 był zatrudniony w Katedrze Zoologii Uniwersytetu Poznańskiego, gdzie też uzyskał doktorat w 1934. 
W czasie II wojny światowej, 15 września 1939 został aresztowany przez Gestapo, osadzony w obozie Daschgangslager koło Swarzędza, skąd wkrótce zdołał zbiec. Poszukiwany przez Niemców w Poznańskiem, przedostał się na Rzeszowszczyznę, gdzie wstąpił do ZWZ, a potem do AK w których organizował kursy tajnego nauczania. Ukończył Szkołę Podchorążych Piechoty w 1942, został mianowany podporucznikiem 11 listopada 1944. Piastował wysokie funkcje w Inspektoracie ZWZ i AK Rzeszów, brał udział w Akcji Burza, został odznaczony Srebrnym Krzyżem Virtuti Militari. 3 grudnia 1944 aresztowany za przynależność do AK przez UB, zwolniony wkrótce dzięki wstawiennictwu świata nauki. 
Od grudnia 1944 podjął pracę na UMCS, gdzie w 1945 uzyskał habilitację, a w 1946 tytuł profesora nadzwyczajnego. Od 1946 do emerytury w 1978 kierował Zakładem Zoologicznym Wydziału Rolnego, a w okresie 1947-1956 był dziekanem wydziału. Wydział ten później przekształcił się w Akademię Rolniczą, której był pracownikiem, a także prorektorem (1959-1962). Jednocześnie w 1945 zaczął organizować Wydział Farmaceutyczny lubelskiej Akademii Medycznej, w której również pracował do 1970. W 1978 przeszedł na emeryturę.
Od 1962 był członkiem Ogólnopolskiego Komitetu Pokoju. Został odznaczony Złotym Krzyżem Zasługi (1950). W 1984 uzyskał godność doktora honoris causa lubelskich uczelni: Akademii Rolniczej (1984) i Akademii Medycznej (1995). W 2001 został odznaczony Medalem Polonia Mater Nostra Est.
Był autorem 180 publikacji, w tym 13 książek. Oprócz prac stricte naukowych, miał w dorobku liczne publikacje o historii rozwoju zoologii i biografie wybitnych zoologów.

## Wybrane publikacje
- Wioślarki (Cladocera) jeziora Kierskiego (1934)
- Studia ilościowe nad rozmieszczeniem pionowym wioślarek (Cladocera) limnetycznych w jeziorze Kierskim (1937)
- Historia polskiego ruchu naukowo-przyrodniczego, ze szczególnym uwzględnieniem zoologii w Wielkopolsce w czasach zaborczych (1793-1918) (1938)
- Studia limnologiczne nad zbiornikami wodnymi Wielkopolskiego Parku Narodowego pod Poznaniem (1948)
- Stanisław Staszic jako biolog (1956)
- Sprawa powołania Benedykta Dybowskiego na katedrę zoologii w Uniwersytecie Jagiellońskim w świetle dokumentów (1957)
- Rzut oka na rozwój hydrobiologii w Polsce
- Historia zoologii w Polsce
- Złoty wiek ornitologii polskiej (1959)
- Krzysztof Kluk (1973)
- Benedykt Dybowski (1981) ISBN 83-222-0174-5
- Henryk Raabe (1983)
- Józef Nusbaum-Hilarowicz (1984) ISBN 83-222-0330-6
- Stacja hydrobiologiczna na Wigrach jako warsztat pracy badawczej i kolebka nowoczesnej limnologii polskiej (1988) ISBN 83-222-0249-0
- Tajna oświata cywilna i wojskowa w Rzeszowskiem i Dębickiem w mroku hitlerowskiej okupacji (1988)
- Wierny przysiędze: o Łukaszu Cieplińskim "Pługu" komendancie IV Komendy Głównej WiN (1991) ISBN 83-222-0685-2
- Z Błażowej ku źródłom wiedzy (1992) ISBN 83-222-0646-1
- Lwów i Wilno. O dwu zgaszonych w 1939 roku ogniskach polskiej zoologii (1995) ISBN 83-85491-67-8
- Ksiądz Michał Pilipiec ("Ski"): bohater i męczennik sprawy polskiej (1995) ISBN 83-85131-94-9
- biogram Juliusz Isaak w: Polski słownik biograficzny

## Życie prywatne
Żonaty. Dzieci: Mirosław (ur. 1935), Jadwiga (ur. 1937).

## Odznaczenia
- Krzyż Srebrny Orderu Virtuti Militari (1.01.1945 za pracę w Inspektoracie i udział w Akcji Burza)[1]
- Złoty Krzyż Zasługi[1]
- Krzyż Armii Krajowej[1]
- Medal Polonia Mater Nostra Est